# Ostrolovský Újezd
Ostrolovský Újezd è un comune della Repubblica Ceca facente parte del distretto di České Budějovice, in Boemia Meridionale.